# Томас, Маргарет, 2-я виконтесса Рондда
Маргарет Хейг Макворт, 2-я виконтесса Рондда (англ. Margaret Haig Thomas, урождённая Томас; 12 июня 1883 — 20 июля 1958) — валлийская пэресса, предпринимательница и активная суфражистка, сыгравшая важную роль в истории избирательного права женщин в Соединённом Королевстве.

## Ранние годы
Маргарет Хейг Томас родилась 12 июня 1883 года в Лондоне. Её родителями были промышленник и политик Дэвид Альфред Томас, 1-й виконт Рондда, и Сибил Хейг, также суфражистка. В своей автобиографии Маргарет написала, что её мать «горячо молилась, чтобы её маленькая дочь стала феминисткой», и она действительно стала страстным борцом за права женщин.
Единственный ребёнок, она росла в доме Лланверн, недалеко от Ньюпорта, до 13 лет, когда поступила в школу-интернат, сначала в среднюю школу Ноттинг-Хилл, а затем в школу Сент-Леонардс в Сент-Андрусе. В позднем подростковом возрасте она пришла к выводу, что ничто из Библии не может быть правдой и что, вероятно, не будет никакой будущей жизни. Процесс прихода к этим выводам был чрезвычайно болезненным, что заставило её в основном держать свои мысли о религии при себе из опасения вызвать такую же боль у других. В 1904 году, в возрасте 19 лет, она поступила в Сомервиль-колледж в Оксфорде, где изучала историю. Несмотря на то, что её наставники положительно отзывались о её успеваемости, она вернулась в Лланверн, чтобы жить со своей семьёй, после двух семестров.
Работая на своего отца в штаб-квартире компании Consolidated Cambrian в доках Кардиффа с зарплатой в 1000 фунтов стерлингов, она провела три года в качестве дебютантки.

## Право голоса для женщин
Маргарет вышла замуж за землевладельца Ньюпорта Хамфри Макворта в 1908 году, в возрасте 25 лет, и в том же году вступила в Женский общественно-политический союз (WSPU) и стала секретарём его отделения в Ньюпорте. Между 1908 и 1914 годами она вела кампанию за избирательное право женщин в Южном Уэльсе, часто устраивая враждебные и бурные митинги. Томас участвовала в маршах протеста с Панкхерстами и, прыгнув на подножку автомобиля либерального премьер-министра Г. Г. Асквита в Сент-Андрусе, подверглась нападению толпы. Но Маргарет обнаружила, что членство в женском избирательном движении приносило чувство азарта, а также ощущение полезности. Это был глоток свежего воздуха в том, что она называла своей «мягкой, задушенной жизнью».
В июне 1913 года Томас попыталась поджечь почтовый ящик Королевской почты с помощью химической бомбы, чтобы вдохновить своё отделение WSPU на большую воинственность. Это привело к судебному разбирательству в Sessions House в Уске, и после отказа заплатить штраф в размере 10 фунтов стерлингов Маргарет была приговорена к месячному тюремному заключению. Её освободили всего через пять дней после того, как она объявила голодовку.
Томас «за доблесть» была награждена WSPU медалью голодовки.
Когда в июне 1928 года умерла Эммелин Панкхёрст, именно Китти Маршалл, Розамунд Мэсси и леди Рондда устроили ей поминки. Они собрали деньги на надгробие на Бромптонском кладбище и статую возле Палаты общин, куда её часто не впускали. Были также собраны деньги на покупку картины, созданной суфражисткой Джорджиной Брэкенбери, чтобы её можно было передать в Национальную портретную галерею.

## Первая мировая война и затопление RMS Lusitania
С началом Первой мировой войны Маргарет приняла решение руководства WSPU, согласно которому стоило отказаться от воинственной кампании за избирательное право. К тому времени она работала на своего отца в качестве его доверенного секретаря и «правой руки». Томас очень гордился дочерью, верил в неё и спорил с ней на равных с тех пор, как ей было двенадцать или тринадцать лет. Таким образом, она отправилась с ним, когда Дэвид Ллойд Джордж послал Томаса в Соединённые Штаты для организации поставок боеприпасов для британских вооружённых сил.
Томас узнал о депрессивном состоянии своей дочери, и, хотя она отмахивалась от расспросов, узнал о напряжённости в её браке. 7 мая 1915 года она возвращалась из Соединённых Штатов на RMS Lusitania со своим отцом и его секретарём Арнольдом Рис-Эвансом, когда в 14:10 корабль был торпедирован немецкой подводной лодкой U-20. Отец Маргарет и его секретарь добрались до спасательной шлюпки после того, как их выбросило за борт, но она сама провела долгое время, цепляясь за кусок доски, прежде чем её спас ирландский траулер «Блубелл», согласно автобиографии 1933 года «Это был мой мир» (This Was My World). К тому времени, как её спасли и доставили в Ков, Маргарет потеряла сознание от переохлаждения. После больницы она провела несколько месяцев, выздоравливая в доме своих родителей.
Во время войны Маргарет помогала разместить бельгийских беженцев в Монмутшире, а затем была нанята правительством, чтобы побудить женщин выполнять военную работу в основных отраслях промышленности, особенно в сельском хозяйстве. В начале 1918 года она была назначена главным контролёром по найму женщин в Министерстве национальной службы в Лондоне, чтобы проводить консультации по вопросам политики найма женщин — опыт, который она позже применила.

## Пэрство
3 июля 1918 г. умер отец Маргарет. В то время как баронство умерло вместе с ним, титул виконта Рондда перешёл к Маргарет по особому остатку, о котором Томас просил у короля Георга V, когда ему была предложена эта честь.
После смерти отца леди Рондда попыталась занять его место в Палате лордов, сославшись на Закон 1919 года о дисквалификации (удалении) по признаку пола, который позволял женщинам занимать «любые государственные должности». После первоначального принятия членство в Комитете по привилегиям было изменено, и её запрос был отклонён. В течение многих лет её поддерживал лорд Астор, чья жена Нэнси была первой женщиной, занявшей место в британской палате общин.
Менее чем через месяц после смерти леди Рондды в 1958 году женщины впервые вошли в состав лордов благодаря Закону о пожизненных пэрах 1958 года. Пять лет спустя, с принятием Закона о пэрах 1963 года, наследственным пэрам также было разрешено входить в состав палаты лордов.

## Деловые интересы
Маргарет сменила своего отца на посту председателя Sanatogen Company в феврале 1917 года. Всего за свою жизнь она была директором 33 компаний, унаследовав от отца 28 директорских должностей. Большая часть её деловых интересов была связана с углём, сталью и судоходством (Consolidated Cambrian Ltd). Она была увлечена увеличением числа женщин в корпоративном мире и в то время, вероятно, была самой известной деловой женщиной в Великобритании. Однако из-за резкого падения цен на уголь в конце 1920-х годов шахты Consolidated Cambrian перешли в управление, а их активы позже были проданы GKN. После краха Consolidated Cambrian в личных отчётах Маргарет расходы всегда превышали доходы.
Летом 1919 года Маргарет участвовала в создании и возглавила Клуб эффективности, сетевую организацию британских деловых женщин, которая, по её мнению, преследовала четыре цели: способствовать большей эффективности и сотрудничеству между существующими предприятиями и женщинами-профессионалами, поощрять лидерство и уверенность в своих силах среди всех работающих женщин, чтобы установить связь между предприятиями и женщинами-профессионалами для их взаимной выгоды и работать над допуском женщин в Британские торговые палаты.
Она была избрана первой женщиной-президентом Института директоров в 1926 году, будучи членом его Совета с 1923 года. В 2015 году Институт запустил ежегодную Лекцию Макворт в её честь.

## Права женщин
В 1918 году Маргарет лоббировала предложение, чтобы женщины были должным образом представлены в консультативном совете Министерства здравоохранения, и сформировала группу наблюдения для наблюдения за прогрессом. Маргарет хотела, чтобы в комитетах женщины были представлены не символически, и была особенно обеспокоена признанием важности благополучия материнства и детства. Новый правительственный Закон о Министерстве здравоохранения 1919 года создал Консультативный совет по общим вопросам здравоохранения, большинство членов которого составляли женщины, и который возглавляла сама Маргарет.
В 1919 году Рондда основала Женскую промышленную лигу с целью поиска равных возможностей для обучения и трудоустройства женщин в промышленности и противодействия возврату к довоенным условиям, которые в значительной степени определяли женский труд как неквалифицированный, с низкой оплатой и плохими перспективами. Она была особенно обеспокоена тем, что Министерство труда, по-видимому, признавало только три вида работ для женщин: пошив одежды, стирка и работа по дому. Женская промышленная лига предала гласности эту проблему и попыталась заставить правительство выполнить свои обещания военного времени в отношении работающих женщин.
В 1920 году Маргарет воспользовалась Законом 1919 года о дисквалификации по признаку пола (исключение), чтобы стать одной из первых четырёх женщин-мировых судей в графстве Монмут, хотя заседала, пользуясь этим правом, нечасто.
В мае 1926 года Маргарет была одной из основательниц Совета открытых дверей, который был создан для защиты равной оплаты, статуса и возможностей для женщин. Таким образом, в 1929 году она возглавила делегацию к министру внутренних дел с просьбой отменить Закон о фабриках и мастерских 1901 года, который не позволял женщинам устраиваться на хорошо оплачиваемую работу в горнодобывающей и других отраслях промышленности.

## Time and Tide
Помимо унаследования издательств своего отца, Маргарет основала в 1920 году журнал Time and Tide, сначала левый феминистский еженедельник, а затем более правый общий литературный журнал. Она долгое время была редактором журнала и поддерживала его большей частью своего наследства.
Маргарет вспоминала, что всегда хотела издавать газету. Она знала, что большинство еженедельных обзоров убыточны, но принимала это как цену за то, чтобы добраться до «ключевых людей» — внутренней группы общества, которая влияет на широкую публику. Маргарет назначила совет, состоящий исключительно из женщин, и организовала журнал как полностью контролируемый, укомплектовываемый и редактируемый женщинами. Она сама стала редактором в 1926 году и оставалась на этом посту до самой смерти. Джордж Бернард Шоу, писавший для газеты, был одним из тех, кто высоко ценил её способности как редактора, и, по словам Ребекки Уэст, которая также была автором журнала, Маргарет настаивала на очень высоком уровне письма.
Маргарет рассматривала Time and Tide в первую очередь как платформу для защиты женского равенства, и журнал постоянно обращал внимание на достижения женщин, такие как избрание женщин в парламент, назначение женщин магистратами и членами жюри, а также присуждение учёных степеней. женщинам в Оксфордском университете. Под её редакцией журнал стал «новаторской, творческой и легко адаптируемой еженедельной газетой», которая вскоре достигла тиража от 12 000 до 15 000 экземпляров.
В 1928 году Маргарет придала журналу повышенную литературную направленность, публикуя больше рецензий на книги и работы современных женщин-писателей, включая Вирджинию Вулф, а с 1931 года появился новый акцент на международных проблемах и мировой политике. Это отражало собственные опасения Маргарет по поводу мировых угроз, точно так же в 1940-х годах содержание журнала становилось все более правым, поскольку собственные политические взгляды Маргарет смещались вправо. Затем тираж вырос до 40 000 экземпляров, несмотря на потерю прогрессивных читателей, но Рондде по-прежнему приходилось субсидировать журнал из собственного кармана.

## Six Point Group
В 1921 году Рондда создала и возглавила группу действий, которая в значительной степени сосредоточилась на равенстве между мужчинами и женщинами и правах ребёнка.
Манифест группы о равных правах женщин на рабочем месте, а также матерей и детей, заключался в следующем:
- Удовлетворительное законодательство о насилии над детьми
- Удовлетворительное законодательство для овдовевшей матери
- Удовлетворительное законодательство для незамужней матери и её ребёнка
- Равные права на опекунство для состоящих в браке родителей
- Равная оплата труда учителей
- Равные возможности для мужчин и женщин на государственной службе

Это были вопросы, которые не были охвачены Законом о дисквалификации (удалении) по признаку пола 1919 года и которые Маргарет считала легко понятными и достижимыми. Все они были рассмотрены и обсуждены публично, а некоторые могли быть достигнуты без принятия дополнительного законодательства. Маргарет, например, утверждала, что, если правительство перестанет увольнять женщин-государственных служащих, когда они выходят замуж, местные власти, вероятно, последуют их примеру.
Закон о народном представительстве 1918 года давал женщинам право голоса только в том случае, если они были старше 30 лет и соответствовали имущественному цензу. В 1926 году Маргаретсосредоточила Группу на равных правах и возглавила её в новой кампании по завершению предоставления избирательных прав женщинам, начавшейся с массовой демонстрации в Гайд-парке. Затем был сформирован Комитет кампании за равные политические права во главе с Маргарет. Последовали дальнейшие демонстрации, митинги и лоббирование, пока Закон о народном представительстве (равном избирательном праве) 1928 года, наконец, не предоставил женщинам старше двадцати одного года право голоса на тех же условиях, что и мужчинам.

## Личная жизнь
В 1908 году она вышла замуж за Хамфри Макворта, который впоследствии унаследовал титул баронета своего отца. Они развелись в декабре 1922 года. Она больше никогда не выходила замуж. В конце 1920-х она жила с редактором журнала Time and Tide Хелен Арчдейл. Позже у неё были близкие отношения с Уинифред Холтби, автором «Южной верховой езды», которая была в «дружбе» с писательницей Верой Бриттен. Впоследствии она провела 25 лет, живя с писательницей и редактором Теодорой Босанке, которая работала секретарём Генри Джеймса с 1907 по 1916 год.

## Посмертное признание
В 2015 году в её честь Институт директоров организовал ежегодную Лекцию Макворт.
Её имя и фотография (а также имена и фотографии 58 других сторонников избирательного права женщин) находятся на постаменте статуи Миллисент Фосетт на Парламентской площади в Лондоне, открытой в 2018 году. Леди Рондда была одной из пяти женщин, включённых в шорт-лист в 2019 году для установки первой женской статуи в Кардиффе.